# Puestos están, frente a frente

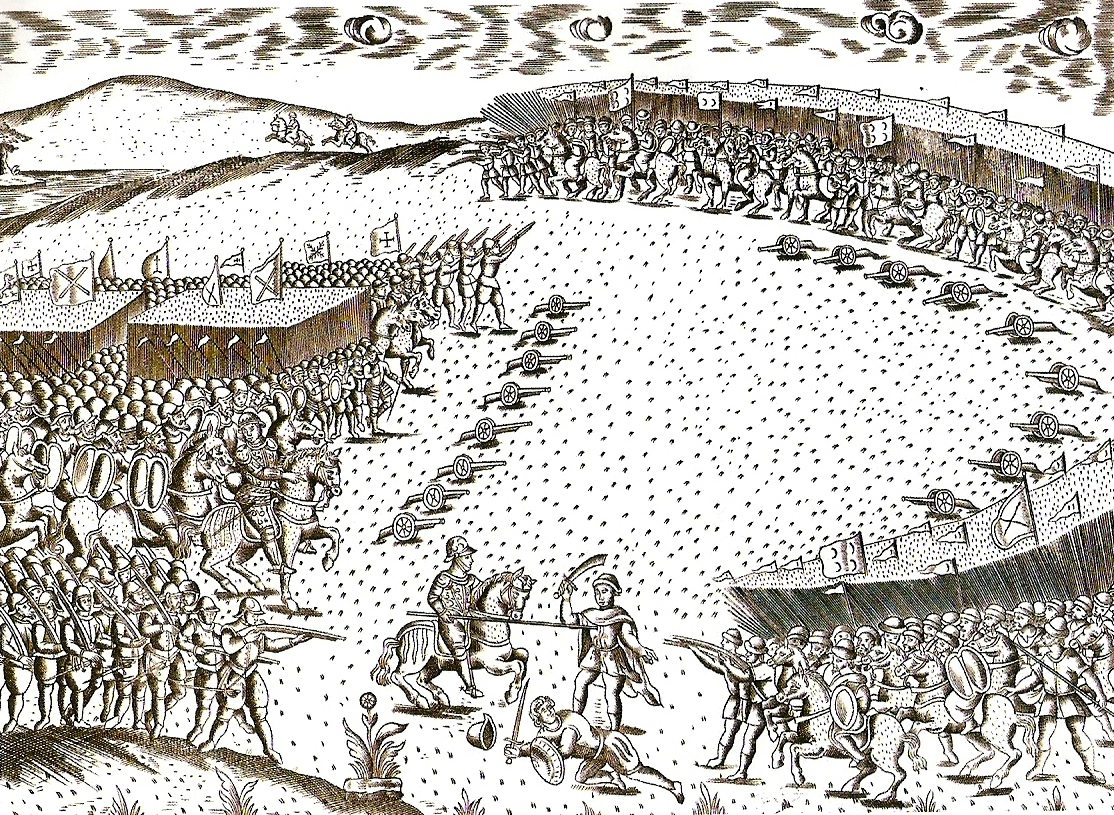
Uma representação da batalha de Alcácer-Quibir, igualmente publicada por Miguel Leitão de Andrade na obra "Miscelânea".

Puestos están, frente a frente (em português: Postos estão, frente a frente) é um romance musicado português em castelhano que descreve os eventos da batalha de Alcácer-Quibir de 4 de agosto de 1578.
Desconhece-se o seu autor, embora tenha sido atribuído a Miguel Leitão de Andrada. Foi este quem escreveu a sua única fonte conhecida, a "Miscelânea" em 1629 e foi, de facto, participante na batalha.
A sua interpretação tem sido popular entre grupos dedicados à música antiga.

## Sebastianismo
O próprio Miguel Leitão de Andrada refere que este romance se popularizou após a notícia da morte de Dom Sebastião. É de salientar que o relato descarta qualquer possibilidade de sobrevivência do jovem rei, embora o glorifique como heroi. Termina com as suas últimas palavras, uma citação de Francesco Petrarca, que o rei costumava dizer muitas vezes: "Che un bel morir tutta la vita honora", ou, em português: "Que uma bela morte toda a vida honra".
Esta oposição entre a visão de Puestos están de um heroi morto e da visão sebastianista de um rei vivo e escondido, é explorada por Almeida Garrett na sua peça Frei Luís de Sousa. Neste drama, a personagem Maria, sebastianista convicta, pergunta a Telmo pelo romance prometido, que não era "o que diz: Postos estão, frente a frente, / Os dois valorosos campos", mas o da "ilha encoberta".

## Discografia
- 1993 — Meus olhos vão pelo mar.... Concerto Atlântico. Luminária-Música. Faixa 8.
- 1994 — La Portingaloise: Música do Tempo dos Descobrimentos. Segréis de Lisboa. Movieplay Classics. Faixa 10.
- 1998 — Música nos Tempos das Caravelas. Música Antiga da UFF.
- 2001 — O Lusitano: Portuguese Vilancetes, Cantigas And Romances. Gérard Lesne & Circa 1500. EMI Classics. Faixa 23.
- 2006 — Soledad tengo de ti: Musiques de la renaissance portugaise. Ensemble Celadon. Arion. Faixa 15.
- 2013 — Mil suspiros dio Maria: Sacred and Secular Music From the Brazilian Renaissance. Continens Paradisi. Ricercar. Faixa 1.